# Melampsorella elatina
Melampsorella elatina är en svampart som beskrevs av Arthur 1907. Melampsorella elatina ingår i släktet Melampsorella och familjen Pucciniastraceae.   Inga underarter finns listade i Catalogue of Life.